# Indy Eleven
Die Indy Eleven sind ein US-amerikanisches Fußball-Franchise der USL Championship aus Indianapolis, Indiana.
Die Mannschaft wurde 2013 gegründet und spielte zwischen 2014 und 2017 in der NASL, der zweithöchsten Liga der USA. Seit der Saison 2018 spielt das Team nach einem Wechsel innerhalb des Zweitligasystems in der USL.

## Geschichte
Am 16. Januar 2013 gab die NASL bekannt, dass ein Expansion Team aus Indianapolis zur Saison 2014 in die Liga eintreten wird. Besitzer des Franchises ist Ersal Ozdemir, CEO der Keystone Group LLC. Dieser benannte Peter Wilt als ersten Präsidenten und General Manager des Klubs. Wilt war bereits von 1996 bis 2005 Präsident und General Manager von Chicago Fire.
Um den Namen auszuwählen, wurde ein Name the Team-Contest veranstaltet. Am 25. April 2013 wurde bekannt gegeben, dass der Name Indy Eleven die meisten Stimmen hat und das Team somit diesen Namen tragen wird. Mit dem Namen wurde auch zugleich das Logo vorgestellt. Das Team konnte für seine erste Saison 7.000 Saisonkarten verkaufen und war damit die erste NASL-Mannschaft, welche eine Warteliste für Dauerkarten einrichten musste.
Am 1. Oktober 2013 wurde mit Kristian Nicht, der erste Spieler der Mannschaft vorgestellt. Als ersten Trainer wurde Juergen Sommer verpflichtet.

### 2014–2017 – North American Soccer League
Am 12. April 2014 gab die Mannschaft ihr Saisondebüt gegen die Carolina RailHawks. Das Spiel endete 1:1. Bereits am 5. Februar 2014 gab die Mannschaft ihr Spieldebüt in einem Freundschaftsspiel gegen die Vancouver Whitecaps, welches mit 2:3 verloren ging. Die Spring Season 2014 schloss Eleven mit dem neunten und letzten Platz in der Tabelle ab. Es konnte kein Sieg erzielt werden. Die Fall Season 2014 verlief um einiges besser. Gleich am ersten Spieltag konnte gegen die Carolina RailHawks der erste Sieg in der Geschichte des Franchises erzielt werden. Am Ende erreichte die Mannschaft den 7. Platz. Erfolgreichster Torschütze der Mannschaft war mit 8 Toren der ehemalige brasilianische Nationalspieler Kléberson.
Im US Open Cup 2014 schaffte es Indy Eleven mit einem Sieg gegen die Dayton Dutch Lions in die vierte Runde. Dort unterlag man aber der Columbus Crew nach Verlängerung.
Auch in der zweiten Saison konnte man sich nicht für die Play-offs qualifizieren. Aus diesem Grund wurde Tim Hankinson neuer Trainer.
2016 gewann das Team die Spring Championship nach einer Saison ohne Niederlage.
Am 31. Januar 2017 gab das Franchise ihre Bewerbung für den Beitritt zur Major League Soccer bekannt, konnte sich jedoch nicht gegen die Mitbewerber durchsetzen.

### Seit 2018 – USL Championship
Zur Saison 2018 wechselte das Franchise von der NASL in die ebenfalls zweitklassige United Soccer League. Neuer Trainer wurde Martin Rennie. Als 7. der Eastern Conference qualifizierte man sich direkt für die Play-offs, verlor jedoch in der ersten Runde gegen den späteren Meister Louisville City FC.
In der Saison 2019 qualifizierte man sich erneut für die Play-offs. Im Finale der Eastern Conference unterlag das Team wiederum gegen Louisville City.
Aufgrund der COVID-19-Pandemie wurde die Saison 2020 Anfang März nach wenigen Spielen unterbrochen und erst im Juli wieder fortgesetzt. Für den Neustart wurden die Teams regionalen Gruppen mit 4 oder 5 Mannschaften zugeordnet. Indy Eleven landete nach 16 Spielen auf Platz 3 der Gruppe E und verpasste die Playoffs.
In der Saison 2021 ist Indy Eleven der Central Division in der Eastern Conference zugeordnet.

## Stadion
- Michael A. Carroll Stadium; Indianapolis (2014–2017, ab 2021)
- Lucas Oil Stadium; Indianapolis (2018–2020)

Die Eleven trugen ihre Heimspiele zunächst im Michael A. Carroll Stadium auf dem Campus der Indiana University – Purdue University aus. Ab spielten 2018 sie im Lucas Oil Stadium im Stadtzentrum von Indianapolis und nutzten das Carroll Stadium als Ausweichspielstätte, falls das Lucas Oil Stadium anderweitig belegt war (Hauptnutzer des Stadions ist das NFL-Team Indianapolis Colts). Ab der Saison 2021 werden die Eleven ihre Heimspiele wieder im Carroll Stadion austragen.
2019 gab der Club bekannt ein neues Stadion mit 20.000 Plätzen bauen zu wollen. Dieses soll das Herzstück von Eleven Park werden, welcher auch 600 Wohnungen, 14.000 m² Bürofläche, 9.000 m² Einzelhandelsfläche und ein Hotel mit 200 Zimmern umfasst. Anfang 2020 wurde bekannt, dass das Stadion möglicherweise zunächst nur mit einer (später erweiterbaren) Kapazität von 12.000 Plätzen gebaut werden soll.

## Organisation

### Eigentümer und Management
Besitzer des Franchises ist Ersal Ozdemir. Er ist außerdem Besitzer und CEO von Keystone Construction Corporation, einem Unternehmen, welches aus dem Baubereich kommt und seinen Sitz in Indianapolis hat. Ozdemir ist weiterhin Sprecher und Mitglied vieler Organisationen.
Erster Präsident und General Manager von Indy Eleven war Peter Wilt. Wilt war von 1997 bis 2005 Präsident und General Manager von Chicago Fire. Anschließend war er CEO bei den Chicago Red Stars. Nach einem Jahr wechselte er in den Vorstand des Hallenfußball-Clubs Milwaukee Wave. 2010 gründete er die Hallenfußballmannschaft Chicago Riot, welche nach einer Spielzeit in der Major Indoor Soccer League wieder aufgelöst wurde. Wilt schloss sich Ende 2012 Ozdemir bei den Vorbereitungen zur Gründung von Indy Eleven an.
Im Januar 2016 zog sich Wilt als Präsident von Indy Eleven zurück. Danach übernahm dieses Amt Jeff Belskus, der davor bereits als CEO von Hulman & Company, dem Eigentümer des Indianapolis Motor Speedway, in Erscheinung trat.

### Fangruppierungen
Die größte Fangruppierung ist die Brickyard Battalion. Insgesamt besteht sie mittlerweile aus über 4.000 Anhängern.

## Spieler und Mitarbeiter

### Trainerstab
Stand: 2. Mai 2022
- Mark Lowry – Trainer
- Matthew Williams – Co-Trainer
- Andy Swift – Torwart-Trainer

## Bekannte Spieler
- Tobi Adewole (2021)
- Kristian Nicht (2014–2015, 2015)

## Statistiken

### Saisonbilanz
| Saison | Stufe | Liga                         | Regular Season                   | Play-offs                | Lamar Hunt U.S. Open Cup | CONCACAF Champions League |
| ------ | ----- | ---------------------------- | -------------------------------- | ------------------------ | ------------------------ | ------------------------- |
| 2014   | 2     | North American Soccer League | Spring: 10. Platz Fall: 7. Platz | nicht qualifiziert       | 4. Runde                 | nicht qualifiziert        |
| 2015   | 2     | North American Soccer League | Spring: 5. Platz Fall: 9. Platz  | nicht qualifiziert       | 3. Runde                 | nicht qualifiziert        |
| 2016   | 2     | North American Soccer League | Spring: 1. Platz Fall: 2. Platz  | Finale                   | 4. Runde                 | nicht qualifiziert        |
| 2017   | 2     | North American Soccer League | Spring: 6. Platz Fall: 8. Platz  | nicht qualifiziert       | 2. Runde                 | nicht qualifiziert        |
| 2018   | 2     | USL Championship             | 7. Platz (Eastern Conference)    | Conference Viertelfinale | 2. Runde                 | nicht qualifiziert        |
| 2019   | 2     | USL Championship             | 3. Platz (Eastern Conference)    | Conference-Finale        | 3. Runde                 | nicht qualifiziert        |
| 2020   | 2     | USL Championship             | 3. Platz (Gruppe E)              | nicht qualifiziert       | nicht ausgetragen        | nicht qualifiziert        |

1. ↑  Der Wettbewerb beginnt jeweils im Herbst des vorherigen Jahres.

### Zuschauerstatistik
| Saison | Zuschauer (Durchschnitt) |
| ------ | ------------------------ |
| 2014   | 10.478                   |
| 2015   | 10.272                   |
| 2016   | 8.801                    |
| 2017   | 8.395                    |
| 2018   | 10.163                   |
| 2019   | 10.737                   |
| 2020   | 5.167                    |